# Будинок Відпочинку (зупинний пункт)
Будинок Відпочинку — пасажирський зупинний пункт Харківської дирекції Південної залізниці Ізюмського напрямку. Розташований між платформою Геніївка та станцією Занки у селі Українське Слобожанської міської громади. На пункті зупиняються лише приміські потяги.
Відстань до станції Харків-Пасажирський — 39 км .